# Zaliv Mikluho-Maklaja
Die Zaliv Mikluho-Maklaja (englische Transkription von russisch Залив Миклухо-Маклая Saliw Miklucho-Maklaja) ist eine Bucht an der Sabrina-Küste des ostantarktischen Wilkeslands. Sie liegt westlich des Kap Michailow.
Russische Wissenschaftler benannten sie nach dem russischen Naturwissenschaftler Nikolai Nikolajewitsch Miklucho-Maklai (1846–1888).